# Natalia Smirnoff
Natalia Smirnoff, née le 14 mai 1972 à Buenos Aires, est une réalisatrice, scénariste et directrice de casting argentine.

## Biographie
Natalia Smirnoff commence à étudier l'ingénierie. À partir de la fin des années 1990, elle se tourne vers le cinéma, et intègre l'Universidad del Cine de Buenos Aires. Elle travaille ensuite pendant sept ans comme réalisatrice pour la télévision. La réalisatrice aurait acquis son goût pour la narration pendant les étés de son enfance en Uruguay, lorsque sa grand-mère lisait à haute voix des livres d'Agatha Christie.

## Carrière professionnelle
En tant qu'assistante réalisatrice, Natalia Smirnoff participe pour la première fois au tournage du drame Junta de Marco Bechis en 1999. Dans les années qui suivent, elle assiste des cinéastes de renom comme Lucrecia Martel et Pablo Trapero, mais aussi des réalisateurs débutants comme Damián Szifron et Jorge Gaggero.
En 2010, son premier long métrage, Puzzle (Rompecabezas), est nommé pour l'Ours d'or lors du 60e Festival international du film de Berlin,. Le film est financé par l'Institut national argentin du cinéma (INCAA). Un remake du film est réalisé par Marc Turtletaub, sous le titre de Puzzle en 2018.

## Filmographie
- 2010 : Puzzle (Rompecabezas)
- 2014 : El cerrajero
- 2019 : La afinadora de árboles

## Distinctions
- 2011 : Prix du meilleur premier film aux Cóndor de Plata de l'Association des critiques de cinéma argentins pour Rompecabezas.
- 2011 : Prix du scénario au Festival international du film de Carthagène pour Rompecabezas.